# Stereocaulophilus volcanicus
Stereocaulophilus volcanicus is een keversoort uit de familie klopkevers (Ptinidae). De wetenschappelijke naam van de soort werd in 1995 gepubliceerd door Xavier Bellés.